# Buckethead
Ne doit pas être confondu avec Lord Buckethead.
 (septembre 2024).
Buckethead (ou parfois Death Cube K), Brian Patrick Carroll né le 13 mai 1969 à Huntington Beach (Californie), est un guitariste et compositeur américain.
Buckethead apparaît toujours masqué et porte un seau en carton renversé sur la tête, d'où il tire son nom de scène. Il quitte rarement son domicile et évite de s'exposer en public. Il répond aux entrevues par l'intermédiaire d'une marionnette nommée Herbie. Son style musical est très varié et oscille entre metal progressif, funk, blues, jazz, bluegrass, ambient, et musique d'avant-garde. Buckethead est célèbre pour le port d'un seau de marque KFC sur sa tête. Il incorpore des nunchaku et des éléments de danse du robot lors de ses prestations sur scène,.
Instrumentaliste, Buckethead est très bien accueilli par la presse spécialisée pour son jeu de guitare électrique, et considéré comme l'un des guitaristes les plus innovants. Buckethead est nommé 8e shredder le plus rapide du monde par le magazine GuitarOne en 2003,.

## Biographie

### Débuts
Brian Carroll commence la guitare vers l'âge de douze ans. Dans les années 1980, il emménage avec sa famille à Claremont, en Californie. Son apprentissage de la guitare se poursuit alors aux côtés de professeurs qu'il côtoie à Styles Music, un magasin de musique implanté à Pomona dans le comté de Los Angeles. Par ailleurs, Carroll reçoit les enseignements de Paul Gilbert, ancien guitariste des groupes Racer X et Mr. Big, et ce durant un an. À cette époque, Brian Carroll évolue (à visage découvert) dans le groupe Class-X. Il y joue essentiellement des reprises.
Passionné de basketball et de films d'horreur, Brian Carroll paraît être un adolescent comme les autres. Pour vaincre sa timidité sur scène, il crée alors le personnage de Buckethead : un masque, inspiré de la série Halloween du réalisateur John Carpenter et un seau qu'il retourne sur sa tête. L'idée du seau lui vient alors qu'il déjeune dans un restaurant de la chaîne KFC ; les pièces de poulet y sont servies dans un seau en carton.

### Carrière et Praxis (1988–1994)
À la fin des années 1980, Carroll se produit au sein du groupe Deli Creeps (en), un groupe avec lequel il parcourt la scène underground de Los Angeles et San Francisco. Après avoir envoyé une de ses compositions personnelles (intitulée Brazos) au magazine Guitar Player, Buckethead rencontre en 1988 l'éditeur Jas Obrecht. De cette rencontre est sorti le double DVD Young Buckethead (sorti en 2006) retraçant la genèse du groupe Deli Creeps et du personnage Buckethead. Outre Caroll, Deli Creeps se compose alors de Maximum Bob au chant, de Pinchface à la batterie et de Dan Monti à la guitare basse. Leurs premiers enregistrements sortent en 1991.
Caroll poursuit sa carrière au sein de divers groupes et collabore à de nombreux projets musicaux. En 1991, Buckethead collabore dans le projet musical Company 91 du saxophoniste John Zorn. Caroll participe également à l'album Hope You Like our New Direction du guitariste californien Henry Kaiser. En 1992, Caroll intègre le groupe Praxis. Créé à l'initiative du bassiste Bill Laswell, Praxis propose une musique éclectique, où les genres musicaux se côtoient et se mélangent : funk, hip-hop, jazz ou encore heavy metal. Outre Caroll et Laswell, Praxis est composé à l'origine de Bryan Mantia (batterie), Bootsy Collins (guitare basse), Bernie Worrell (claviers) et AF Next Man Flip (DJing). Trois albums sortiront de leur collaboration en cette année 1992 : Transmutation (Mutatis Mutandis), A Taste of Mutation et Animal Behavior. Parallèlement, Caroll sort son premier album solo (un double CD) : Bucketheadland. Après le départ de John Frusciante, les membres du groupe Red Hot Chili Peppers, à la recherche d'un nouveau guitariste auditionnent Buckethead. Leur choix se portera finalement sur Dave Navarro, du groupe Jane's Addiction.
L'année 1993 est marquée par de nombreuses collaborations musicales avec notamment les groupes MCM and the Monster (dans l'album Collective Emotional Problems) et Divination de Bill Laswell (dans l'album Ambient Dub Volume 1) ainsi qu'avec Bernie Worrell (dans l'album Pieces of Woo : The Other Side) et Anton Fier (dans l'album Dreamspeed). Buckethead participe également à l'enregistrement de l'album Big Wheel du groupe australien Icehouse. Le titre Jack The Ripper, Last Action Hero, est composé par Kamen et interprété par Buckethead. En 1994, Praxis sort deux nouveaux albums que sont Sacrifist et Metatron. Les membres du groupe se renouvellent ; Buckethead participe néanmoins à leur réalisation. Liés au projet Praxis, deux albums (Manifestation et Lost In The Translation) sortent sous le nom d'Axiom. Parallèlement, Buckethead continue à participer à un rythme soutenu à de nombreux projets musicaux. Un second album solo, intitulé Giant Robot, voit le jour, suivit d'un troisième enregistré sous le nom de Death Cube K (anagramme de Buckethead) et intitulé Dreamatorium.
Ses collaborations se poursuivent avec le groupe Divination, qui se conclut par la sortie de l'album Light In Extension, et avec Bootsy Collins dans l'album Lord of The Harvest (à l'instar de Buckethead / Death Cube K, Collins prend à cette occasion l'identité de Zillatron). Buckethead poursuit son ouverture musicale en participant à l'album Dressing For Pleasure du trompettiste Jon Hassell et à l'album T.A.Z. (Temporary Autonomous Zone) du poète et écrivain Hakim Bey. En 1995, Buckethead signe avec le bassiste Jonas Hellborg et Michael Shrieve (le batteur de Carlos Santana lors du festival de Woodstock en 1969) l'album Octave of The Holy Innocent. Buckethead participe également à la bande originale du film Mortal Kombat du réalisateur Paul William Scott Anderson, adapté du jeu vidéo éponyme. Le titre Goro Vs. Art, composé par George S. Clinton est interprété par Buckethead. Ce dernier collabore également dans la réalisation de l'album Every Silver Lining As A Cloud du peintre et cinéaste Julian Schnabel. En 1996, Buckethead sort l'album Giant Robot NTT, signé du nom de Giant Robot (Buckethead y reprend certaines de ses premières compositions musicales : Hog Bitch Stomp, I Love My Parents, titres déjà présents sur le double DVD Young Buckethead. Buckethead sort également un nouvel album solo : The Day of The Robot,. Il participe également à l'album concept intitulé Myth, Dreams of The World,, avec d'autres artistes comme Viggo Mortensen et George Clinton. Le film Stealing Beauty du réalisateur italien Bernardo Bertolucci, avec entre autres Liv Tyler, Jeremy Irons et Jean Marais, reprend le titre If 6 Was 9 (Jimi Hendrix, album Axis : Bold as Love) déjà repris dans l'album Funkcronomicon, sorti en 1995 et signé sous le nom d'Axiom Funk, un collectif de musiciens regroupant Buckethead, Bootsy Collins, Bernie Worrell et Bill Laswell[réf. nécessaire].

### Collaborations (1995–1998)
En 1996, Buckethead poursuit ses collaborations musicales : avec Bill Laswell dans l'album Ambient Compendium (double CD) et avec le groupe Icehouse dans l'album Full Circle. Buckethead joue sur l'album Free Agent : A Spaced Odyssey de Bernie Worrell. Buckethead collabore avec deux nouveaux groupes : Arcana et Refrigerator. En 1997 sort le film Beverly Hills Ninja dont la bande originale comprend le titre The End, composé par George Clinton et interprété par Buckethead. Ce dernier figure dans deux compilations sorties en 1997 que sont Guitar Zone et Guitars of Mars. La première reprend le titre The Mask, avec Bernie Worrell, et la seconde reprend le titre Terror By Night interprété sous le nom de « Death Cube K ».
En 1998, Buckethead sort l'album Colma. Il y interprète les morceaux exclusivement en acoustique[réf. souhaitée]. Praxis, dans lequel il est membre, sort un nouvel album intitulé Collection, intégrant le morceau Maggot Dream, issu de l'album Dreamatorium, interprété en solo par Buckethead sous le nom de « Death Cube K ». Buckethead participe à l'album Hall of the Mysteries du groupe Telesterion, et à l'album Wave Twisters de DJ Qbert. Il participe également à l'album Great Jewish Music - A Tribute to Marc Bolan en hommage à Marc Bolan, le leader du groupe T. Rex disparu en 1977. Deux compilations, Guitarisma 2 et Night And Day, sur lesquelles figurent des compositions de Buckethead sorties l'année suivante. Enfin, il participe à l'album concept Bastard Noise/Spastic Colon qui réunit dans un même album les deux groupes Spastic Colon et Bastard Noise ; c'est dans ce dernier qu'évolue Buckethead pour l'occasion[réf. nécessaire].

### Nouveaux projets et popularisation (1999–2006)

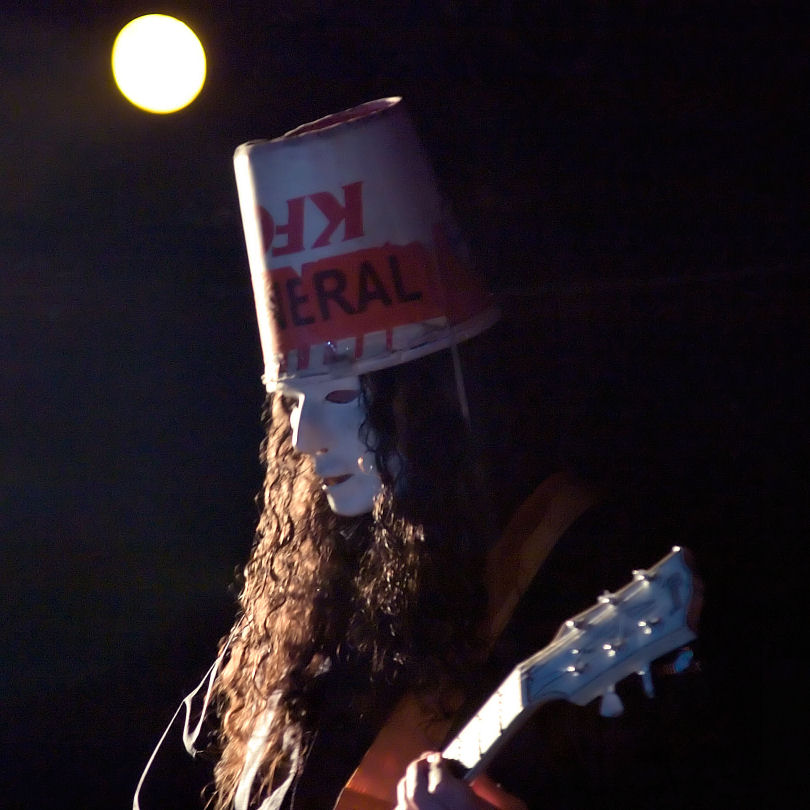
Buckethead, en 2006.

L'année 1999 est marquée par une collaboration avec l'acteur Viggo Mortensen, et se traduit par la sortie de trois albums : One's Man Meat, One Less Thing to Worry About et The Other Parade,. Buckethead enregistre deux albums, sous le nom de « Death Cube K », intitulé Disembodied et Tunnel, puis un album solo sous son propre nom : Monsters and Robots avec la présence du bassiste, meneur et batteur du groupe Primus, Les Claypool (qui a coécrit plusieurs titres) et Brain. Buckethead intègre trois nouveaux groupes : Ben Wa, Cobra Strike et El Stew. Dans le premier cas, il s'agit d'une collaboration sur l'album Devil Dub. Dans le second, il s'agit d'un nouveau groupe. Leur album s'intitule 13th Scroll. Dans le troisième, il s'agit également d'un nouveau groupe, dans la continuité du projet Phonopsychograph Disk, créé par Buckethead et DJ Disk. Buckethead intègre le collectif Banyan qui, cette année-sort l'album Anytime At All, dans lequel Buckethead y compose et interprète deux morceaux. Toujours en 1999 sort l'album Spot The Psycho du groupe Cornbugs, une nouvelle collaboration de Buckethead avec Choptop. Quatre compilation reprenant des morceaux de Buckethead sortent cette année-là : Beat Alchemy du collectif Excavation, Crash Course In Music, Horizons et Music For The New Millenium. La première reprend des morceaux composés par les groupes El Stew, Cobra Strike, et Ben Wa, auxquels a participé Buckethead. La seconde regroupe divers groupes et artistes tels que Blur, Les Nubians ou bien encore Skunk Anansie et reprend The Ballad of Buckethead de Les Claypool et Buckethead. Buckethead joue sur le morceau Firebird, composé par Graeme Revell, qui fait partie de la bande originale de la série américaine Power Rangers.
Buckethead intègre en 2000 le groupe Guns N' Roses, qu'il quittera en 2004. Durant cette période, Buckethead compose certains titres du prochain album du groupe, Chinese Democracy, qualifié par The New York Times d'« album le plus cher de l'histoire de la musique », et dont la sortie est repoussée pendant plus de quatorze ans. Buckethead participe à l'album de Tony Furtado intitulé Tony Furtado Band, ainsi qu'à l'album Audio Men, du groupe Double E, avec le disc-jockey Eddie Def. Buckethead collabore également avec le musicien et compositeur japonais Shin Terai (en) dans l'album Unison. En 2001, il fait paraître l'album Somewhere Over The Slaughterhouse, puis poursuit sa collaboration avec Bill Moseley et le batteur Pinchface dans le groupe Cornbugs.
Le groupe Praxis sort, de son côté, un nouvel album intitulé Warszawa, dans lequel Buckethead joue à la guitare. Par la suite, un nouveau groupe réunissant Buckethead, le claviériste Travis Dickerson et le batteur égyptien Rami Antoun, voit le jour sous le nom de Thanatopsis, et fait paraître un album éponyme. Deux compilations sur lesquelles joue Buckethead sortent en cette année 2001 : Innerhythmic Sound System et Bomb Anniversary Collection 1991-2001. Par ailleurs, Buckethead participe à deux bandes originales : celle de la série télévisée japonaise Dragon Ball Z[réf. nécessaire], et celle du film Ghosts of Mars. Il fait paraître en 2001, trois nouveaux albums intitulés Funnel Weaver (regroupant 49 titres), Bermuda Triangle et Electric Tears. Il interprète également la bande originale du film documentaire Scratch avec DJ Disk.
À la suite des attentats du 11 septembre 2001 sort la compilation Guitars for Freedom dont les profits sont reversés à diverses fondations. La compilation inclut le morceau Final Reparation du groupe Thanatopsis dans lequel figure Buckethead. En 2002, Buckethead donne une suite à l'album Bucketheadland en sortant l'album Bucketheadland 2. Thanatopsis sort son second album : Axiology, et le trio Buckethead-Dickerson-Antoun reste inchangé. El Stew sort l'album The Rehearsal. Buckethead participe également à l'album The Air Is Fresher Underground du collectif Freekbass, dans lequel on retrouve notamment Bootsy Collins et son frère, Catfish, Bernie Worrell, et Richard Fortus, guitariste au sein du groupe Guns N' Roses. Buckethead collabore avec le groupe Gemini sur l'album Product of Pain. Par ailleurs, il poursuit sa collaboration avec Viggo Mortensen et tous deux sortent l'album Pandemoniumfromamerica. En 2004, Buckethead sort trois albums solos : Island of Lost Minds, Population Override et The Cuckoo Clocks of Hell. Avec Cornbugs, il fait paraître deux albums que sont Brain Circus et Donkey Town. Shine, un nouveau groupe dans lequel Buckethead est membre, est créé, et fait paraître l'album Heaven and Hell. Buckethead intègre ensuite le groupe Meridiem et sort l'album A Pleasant Fiction. Buckethead, Les Claypool, Bernie Worrell et Bryan Mantia créent le groupe Colonel Claypool's Bucket of Bernie Brain et sortent l'album The Big Eyeball in the Sky.
En 2005, Buckethead sort deux albums solo — Kaleidoscalp et Inbred Mountain, puis Enter the Chicken, sous le nom de Buckethead and Friends, dans lequel il réunit plusieurs artistes dont le rappeur Saul Williams, Serj Tankian, leader du groupe System of a Down, et Maximum Bob. Buckethead, Travis Dickerson et Pinchface créent le groupe Gorgone, et sortent un album homonyme regroupant trois morceaux improvisés. Le premier groupe de Buckethead, Deli Creeps (en), sort son véritable premier album, intitulé Dawn of the Deli Creeps. Buckethead participe à la bande originale du film Saw II, et à celle de la série télévisée Les Maîtres de l'horreur (Masters of Horror) avec le titre We Are One. Buckethead collabore à l'élaboration de l'album Mesmerizing The Ultra du groupe Bassnectar, puis à une compilation intitulée Blue Suenos sorti en 2005 avec le titre Planeta. En 2006, il sort deux nouveaux albums solo que sont The Elephant Man's Alarm Clock et Crime Slunk Scene. Sa collaboration avec Travis Dickerson aboutit à la sortie de l'album Chicken Noodles. Sorte de concept-album, Dickerson y joue uniquement du piano électrique Fender Rhodes et Buckethead de la guitare électrique Fender Telecaster. Un nouvel album de Cornubs sort, intitulé Celebrity Psychos. Comme pour les deux précédents albums, il s'agit d'une compilation de morceaux enregistrés par le groupe aux cours de ces dernières années. Thanatopsis sort l'album Anatomize, et le groupe est baptisé pour l'occasion A Thanatopsis (nom figurant sur la pochette du CD). Praxis sort l'album Zurich, enregistré en live le 21 juin 1996 au cours du festival JazzNoJazz à Zurich en Suisse ; l'album fait suite à Transmutation Live, sorti en 1997 et enregistré dans les mêmes conditions. Buckethead collabore à la réalisation de l'album Gold And Wax de Gigi, une chanteuse éthiopienne, par ailleurs épouse du bassiste et compositeur Bill Laswell. Il participe à l'album Christmas Is 4 Ever de Bootsy Collins.

### Suite carrière solo (2007–2009)
En 2007, Buckethead sort quatre albums et un coffret sous son nom : Pepper's Ghost, In Search of The (coffret), Acoustic Shards, Cyborg Slunks et Decoding the Tomb of Bansheebot. In Search of The réunit treize albums. Il s'agit d'une série limitée et numérotée par Buckethead lui-même. Comme son nom l'indique, Acoustic Shards reprend des morceaux exclusivement acoustique. Quelques anciennes compositions figurent dans cet album ('For Mom, Who Me ?). Praxis sort l'album live Tennessee 2004, enregistré au cours du Bonnaro Music Festival. Trois ans plus tard, Buckethead sort sous le nom de « Death Cube K » l'album DCK. Faisant suite au groupe Shine, un nouveau groupe est créé : Shine E. D'autres artistes rejoignent le groupe dont la chanteuse Gigi. Shine E sort l'album Light Years. Le collectif Method of Defiance sort l'album Inamorata, enregistré dans divers studios autour du globe réunit plusieurs artistes aux influences multiples : Buckethead, Bernie Worrell, Herbie Hancock, John Zorn pour n'en citer que quelques-uns. Bryan Mantia et Buckethead sortent l'album Kevin's Noodle House sous le nom Brain and Buckethead.
En 2008 sort l'album Running After Deer d'Alix Lambert et Travis Dickerson. Buckethead y joue de la guitare. Une suite est donnée à l'album Chicken Noodles sorti deux ans auparavant, avec l'album Chicken Noodles 2. Buckethead sort l'album Monolith sous le nom de « Death Cube K ». Accompagné de Bryan Mantia et Travis Dickerson, il sort l'album The Dragons of Eden. De nombreux albums solo de Buckethead sortent dont From the Coop (en mars), Albino Slug (en septembre) et Living on Another Frequency (courant 2008). Est également sorti en septembre l'album Bolt on Neck du groupe Frankenstein Brothers, réunissant Buckethead et That 1 Guy. En janvier 2009, Buckethead sort l'album Slaughterhouse on the Prairie contenant deux titres composés à l'occasion de l'anniversaire du basketteur américain LeBron James. Puis en avril sort l'album A Real Diamond in the Rough. Buckethead réalise aussi l'album Forensic Follies. En juillet, il rend hommage au « King of Pop », Michael Jackson, décédé le 25 juin 2009, et écrit le morceau The Homing Beacon.

### Problèmes de santé et Buckethead Pikes (2010–2012)
Le 5 février 2010, Buckethead sort l'album Shadows Between the Sky et plus tard le même mois sort une guitare personnalisée nommé Buckethead Signature Les Paul. Le 29 avril 2010, le site web de Buckethead est mis à jour avec une image diffusant le message suivant : « Salutations de Bucketheadland... sachez que Buckethead apprécie votre appui depuis plusieurs années, que cela signifie beaucoup pour lui. Buckethead remplace présentement quelques pièces animatroniques puisque Slip Disc s'est glissé dans le parc causant la pagaille. » Slip Disc est une référence à son ennemi fictif qui est mentionné sur l'album Bucketheadland. Le compte Twitter de Bootsy Collins, ami de Buckethead, est continuellement mis à jour sur son état de santé et précise que Buckethead est entré en thérapie pendant quelques mois. Le 15 juillet 2010, il sort en collaboration avec Brain et Melissa Reese un coffret de cinq disques intitulé Best Regards à la suite de l'amélioration de son état de santé. Le 25 août 2010, Buckethead annonce son 28e album studio nommé Spinal Clock, un album mettant en vedette ses talents au banjo. Le 2 septembre 2010, il met en vente 23 dessins à l'encre via le site du label TDRS (Travis Dickerson Recording Studios). La semaine suivante, 67 nouveaux dessins à l'encre sont mis en vente. En plus des nouveaux dessins, Buckethead propose trois toiles peintes en 2007 ainsi que deux autres inédites. Le 13 octobre 2010, deux albums en collaboration avec Brain sont publiés. Le premier étant Brain as Hamenoodle et le second, deuxième volume de la série Regards avec Brain et Melissa Reese, Kind Regards. À la mi-octobre, Travis Dickerson annonce via le forum de TDRS qu'il travaille depuis plusieurs mois sur de nouveaux projets. L'un d'eux étant Left Hanging, un album sur lequel Buckethead collabore avec lui.
Le 20 octobre 2010, Buckethead sort l'album Captain Eo's Voyage disponible uniquement sur iTunes. Une version CD est alors annoncée pour le 1er décembre 2010, mais ce sera finalement le 29 novembre que Left Hanging et Captain Eo's Voyage seront disponibles en version CD. Le 20 décembre 2010, le site web de Buckethead est encore une fois mis à jour avec une nouvelle chanson et de nouvelles images de Rammellzee, un artiste pluridisciplinaire américain, ainsi que les mots « Hero of the Abyss » apparaissant au-dessus de la photo. Plusieurs spéculations ont circulé au sujet que cette chanson serait un hommage à Rammellzee. L'artiste décédait quelques mois auparavant, le 28 juin 2010, à l'âge de 49 ans. Le 21 décembre 2010, Buckethead sort une version limitée de son nouvel album intitulé Happy Holidays from Buckethead, contenant une carte de souhaits à l'intérieur. Une version régulière de l'album est annoncée pour février 2011. La piste Rammellzee: Hero of the Abyss en hommage à Rammellzee y est incluse.
Le 17 février 2011, après la sortie de Happy Holidays from Buckethead, le site web de Buckethead est mis à jour avec cette fois une nouvelle piste qui a pour titre Crack the Sky, dédiée à Blake Griffin des Clippers de Los Angeles avec un message d'encouragement pour la fin de semaine du match des étoiles. Le 10 mars, son site web est encore mis à jour avec une nouvelle piste intitulée Lebrontron et dédiée au joueur de basktetball LeBron James. Le 15 mai 2011, Buckethead sort son 31e album studio, It's Alive et y inclut les titres Lebrontron et Crack the Sky. Cette sortie marque le début d'une nouvelle série d'albums intitulée Buckethead Pikes et constitue donc le 1er volume. Cette série est toujours active (19 décembre 2013) avec 60 albums à son inventaire dont 30 furent publiés en 2013 seulement. Le 20 mai 2011, Buckethead sort son 32e album studio, Empty Space, qui constitue aussi le deuxième volume de la série Buckethead Pikes. L'album est dans un premier temps uniquement disponible sur iTunes. Il est par la suite mis en vente lors des concerts à partir du 7 juillet 2011 et plus tard en version standard sur le site officiel de la série. Le 17 août 2011, Buckethead publie la version standard de l'album Happy Holidays from Buckethead, mais sous un titre différent : 3 Foot Clearance. Cet album est intégré à la série Buckethead Pikes ce qui en fait le 3e volume. Toujours le 17, Buckethead publie simultanément les 4e et 5e volumes de la série, intitulés respectivement Underground Chamber et Look Up There. Le 26 septembre 2011, l'acteur Viggo Mortensen sort en collaboration avec Buckethead l'album Reunion et le 19 octobre, Buckethead contribue au nouvel album de Lawson Rollins, Elevation, sur les pistes Slow Ascent et Ghosts of Alcazar.
Le 21 février 2012, Buckethead sort la suite de l'album Electric Tears, datant de 2002, sous le titre Electric Sea. Le 14 avril 2012, le 6e album de la série Buckethead Pikes, intitulé Balloon Cement, est publié. Le 9 août 2011, il sort le 7e album de la série, sous le titre The Shores of Molokai. Le 20 septembre 2011, Buckethead sort les 8e, 9e et 10e albums de la série Buckethead Pikes intitulés respectivement Racks, March of the Slunks et The Silent Picture Book.

### 2013: Parution de 31 albums
Le 27 mars 2013, Buckethead publie une version limitée, signée et personnalisée (chaque album possédant une couverture différente puisque dessinée par Buckethead lui-même) du 11e album de la série Buckethead Pikes. Il est aussi mentionné qu'une version standard sera disponible peu après. Le titre de l'album n'est pas encore confirmé, mais il est présentement connu sous le nom de Pike 11. Le 12 avril 2013, il sort encore une fois une version limitée, signée, et personnalisée du 12e album de la série Buckethead Pikes. Une version standard devrait suivre. Comme son prédécesseur, cet album ne possède pas encore de titre officiel et est seulement connu sous le nom de Pike 12. Le 2 mai 2013, au lieu de publier le 13e volume de la série Buckethead Pikes, Buckethead sort le 14e. Certains ont alors évoqué la possibilité d'un clin d’œil au nombre 13, récurrent chez Buckethead notamment dans le nombre de pistes sur plusieurs albums, et dans plusieurs titres de pistes et titres d'album ; d'autres évoquent la populaire superstition consistant à passer outre au numéro 13 dans une série. Cet album suit le même schéma de vente que les deux albums précédents, à savoir qu'il est d'abord disponible en version limitée, personnalisée et numérotée. Il est mentionné qu'une version standard sera mise en ligne par la suite. Il prend provisoirement le nom de Pike 14. Le 13 mai, sort le 15e volume de la série Buckethead Pikes. Cette fois encore, il s'agit d'un album numéroté, autographié et possédant un dessin fait par Buckethead. Cet album ne possède pas encore de titre officiel. Le même jour, sort l'album manquant de la série : le Pike 13 et contrairement aux volumes précédents, il s'agit d'une version standard. La pochette de l'album est une photo montrant Buckethead adolescent, sans masque, tenant une guitare classique dans une main et en compagnie de son père l'enlaçant. Le 24 mai, est mis en ligne le 16e volume de la série Buckethead Pikes. Là encore, l'album sort d'abord en version limitée, ne possède pas de titre officiel et devrait être suivi d'une version standard. Le 1er juin 2013, le 17e volume de la série est mis à la disposition du public. L'album n'est pour l'instant disponible qu'en version limitée, signée et personnalisée.
Le 4 juin 2013, la version standard de Pike #11 est enfin mise en ligne. Il a pour nouveau titre Forgotten Library. Les pistes possèdent elles aussi des titres et l'ordre n'a pas été modifié comme ce fut le cas lors de la transition de Happy Holidays From Buckethead à 3 Foot Clearance. L'album n'est offert qu'en version numérique, mais une version CD est prévue sous peu. Le 27 juin 2013, le 18e volume de la série Buckethead Pikes est offert en ligne. Il s'agit encore une fois d'une version limitée. Les achats seront livrés à compter du 24 juillet. Une version régulière est annoncée.
Le 2 juillet 2013, les 19e, et 20e volumes de la série sortent en version limitée. Une version standard est prévue pour ces deux albums. Le 29 juillet, deux autres volumes de la série Pikes, soit les 21e et 22e, sont annoncés en version limitée. La date de livraison prévue est le 23 août. Une version régulière est annoncée.
Le 17 août 2013, le 23e volume de la série Pikes, Telescape est mis en ligne. Il est offert en deux versions. La version limitée est offerte numérotée et signée sur une pochette vierge tandis que la version standard est offerte en téléchargement dans de multiples formats. Le 27 août, Slug Cartilage, 24e Pike de la série, est mis en ligne de la même manière que son prédécesseur. La version de téléchargement fut disponible le 4 septembre 2013. La version limitée ne consistant que de 300 exemplaires seulement. Le 5 septembre, c'est au tour du 25e Pike, Pancake Heater, d'être disponible. Le 13 septembre 2013, le 26e Pike, Worms for the Garden, sort. Moins d'une semaine plus tard, Halls of Dimension, 27e Pike le suit. Encore une fois, moins d'une semaine plus tard, Feathers, 28e Pike, est annoncé en version numérique pour le 3 octobre. Le 4 octobre, il sort Splatters, 29e Pike. Le 5, il annonce son 20e album de l'année, Mannequin Cemetery, également 30e Pike de la série. Le 20, suit le 31e Pike intitulé Pearson's Square. Le 32e Pike, Rise of the Blue Lotus fut annoncé le 27 octobre, mais la version offerte n'est qu'une version limitée lors de sa première publication. Le 29, soit deux jours avant Halloween, il offre gratuitement aux internautes la possibilité de télécharger le 33e Pike baptisé Pumpkin.
Le 2 novembre 2013, bien que personne ne sache à ce moment où est passé le 34e volume, il annonce simultanément les 35e et 36e Pike, Thank You Ohlinger's et The Pit. Le 11 novembre 2013, il annonce et sort le 37e volume, Hollowed Out. Le 19 novembre, la version standard de Pearson's Square est disponible. Le 22 novembre, It Smells Like Frogs, le 38e volume, est publié. Le 25 novembre, un album est offert gratuitement en ligne ou en version signée/limitée pour ceux voulant se procurer cette version. Il s'agit du 39e volume, Twisterlend. Le 27 novembre, Pikes, le 34e volume est enfin publié. Il s'agit d'une suite du volume précédent Pumpkin offert gratuitement en ligne pour l'Halloween et en version payante par la suite. Le 4 décembre, la version standard de Worms for the Garden sort. Le 11 décembre 2013, Buckethead publie Coat of Charms, le 40e Pike. Il est offert en version numérique, en version signée et en version signée et dessinée. Le 24 décembre, soit la veille de Noël, il sort un album gratuitement en plus d'une version limitée sur le site officiel de la série Buckethead Pikes faisant de Wishes le 41e volume. Le 28 décembre, il annonce la sortie des 42 et 43e volumes de la série qui sont pour le moment sans titre et en version limitée.

### 2014: Parution de 49 albums
Le 9 janvier 2014, You Can't Triple Stamp a Double Stamp, 44e Pike est mis en ligne sur le site officiel. Le 17 janvier, The Coats of Claude est mis en vente, faisant de cet album le 45e album de la série. Le 25 janvier, Rainy Days, 46e Pike, est publié ainsi que quatre des albums limités en version numérique. Il s'agit des 14, 16, 17 et 19e Pike et prennent respectivement le nom de The Mark of Davis, The Boiling Pond, The Spirit Winds et Teeter Slaughter. Le 27 janvier, Buckethead publie le volume suivant Roller Coaster Track Repair.
Le 7 février 2014, il publie simultanément les volumes 48 et 49, Hide in the Pickling Jar et Monument Valley. Le 25 février, Pitch Dark est offert suivi de la sortie de Claymation Courtyard, Pike 51, le 4 mars. Le 13 mars, vient la sortie du 52e volume, Factory et de City of Ferris Wheels le 23 mars. Le 27 mars, précisément 1 an après la sortie de Forgotten Library, 11e Pike, Buckethead sort le 54e volume, The Frankensteins Monsters Blinds, qui est aussi le 44e à être publié depuis 1 an. Le 6 avril, il sort The Miskatonic Scale et Cycle le 17 avril. Le 18 avril, il publie le 57e volume de la série, Night Gallery. Le 30 avril, Outpost est publié. Le 4 mai, c'est au tour de Ydrapoej d'être offert. Puis, le 13 mai sort Footsteps ainsi que Citacis une semaine plus tard. Le 28 mai, il publie 2 albums simultanément, Outlined for Citacis et Grand Gallery. Le 5 juin, il annonce Aquarium pour une sortie le 7 juin.
Le 26 juin 2014, Buckethead publie Hold Me Forever (In Memory of My Mom Nancy York Carroll), en mémoire de sa mère, décédée en novembre 2013 et qui se révèle être un album particulièrement emplit d'émotions, faisant de ce pike un des meilleurs de la série. Le 28 juin, il annonce Leave the Light On pour une sortie le 29 juillet. Le 13 juillet, Buckethead sort le 67e Pike, Abandoned Slaughterhouse et le 18 juillet, Assignment 033-03. Puis, le 29 juillet, il annonce 2 albums : Pike 69 et Snow Slug pour une sortie le 26 août. Le 5 août, il publie le 71e Pike intitulé Celery ainsi que le 72e, Closed Attractions, le 13 août. Le 21 août, Buckethead dépasse son record de 2013 d'album publié en une seule année en offrant simultanément Final Bend of the Labyrinth et Infinity Hill, 73 et 73e Pike. Une semaine plus tard, il sort les 2 prochains Pike, Twilight Constrictor ainsi que Pike 76, ce dernier en version limitée. Le 4 septembre, il offre Bumbyride Dreamlands ainsi que Pike 78 le 9 septembre en version limitée. Le 14 septembre, Geppetos Trunk, 79e Pike est mis en vente. Il publie ensuite Cutout Animatronic le 17 septembre. Moins de deux semaines plus tard, le 27 septembre, il sort les 81 et 82e Pikes intitulés, Carnival of Cartilage et Calamity Cabin.
Le 3 octobre 2014, il offre Dreamless Slumber, 83e Pike. Le 7 octobre, Whirlpool, 84e Pike est mis en vente. Le 11 octobre, il sort le 85e Pike, Walk in Loset. Le 18 octobre, sort le 86e Pike, Our Selves suivi 2 jours plus tard, le 20 octobre, du 87e Pike, Interstellar Slunk. Le 25 octobre, Red Pepper Restaurant, 88e Pike, est mis en vente. Le 28 octobre, il publie le 89e Pike, The Time Travelers Dream. Dans la foulée sort le 90e, "Listen for the Whisper", qui s'inscrit dans les Pikes mélodiques de la série.
En vision de la sortie d'une extension non-officielle pour le jeu vidéo The Ultimate Doom, Buckethead collabore avec John Romero pour l'élaboratiodn de la bande-son.

### 2016-2018: collaboration avec John Romero
À partir de 2016, John Romero travaille sur une suite non-officielle de Doom intitulée Sigil (en). Il fait appel à Buckethead pour la création d'une bande-son, vendue au prix de 6,66 €. Elle sort le 22 mai 2019.

## Identité
Sur le site officiel de Buckethead figure une biographie fictive rédigée par Ronald L. Witherspoon, présenté comme « historien », biographie selon laquelle Buckethead serait né dans une ferme, au milieu de poulets. Après avoir subi de mauvais traitements de la part de ses « éleveurs » il se serait réfugié auprès de ses « amis » les poulets qui, appréciant beaucoup la compagnie du jeune garçon, lui auraient scarifié le visage s'il jouait mal, le condamnant ainsi à porter un masque.

## Style
Buckethead figure parmi les guitaristes les plus reconnus de la planète. Son style varie du jazz fusion (Population Override) au death metal/mathcore (The Cuckoo Clocks of Hell) en passant par l'electronica (The Day of the Robot) en gardant une touche très expérimentale. Sa nature avant-gardiste atteint son paroxysme dans des albums tels que Gorgone avec Travis Dickerson ou Kevin's Noodle House avec Brain où il s'applique à donner les sons les plus étranges pouvant être extraits d'une guitare. Il possède un inventaire d'albums dits « calmes » ou « relaxants » grâce à plusieurs mélodies parfois sombre (Colma, Electric Tears, Captain Eo's Voyage) ou plus « heureuses » (A Real Diamond in the Rough, Shadows Between the Sky, Electric Sea, Pearson's Square, Rise of the Blue Lotus).

## Influences

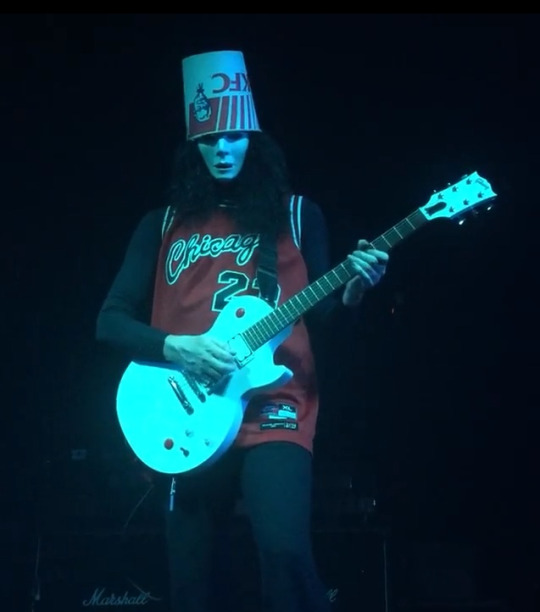
Buckethead en représentation au Granada Theatre en 2016 pour son premier show en 4 ans

Buckethead cite une large variété d'influences musicales, incluant Michael Jackson, Paul Gilbert, Shawn Lane, Yngwie Malmsteen, Bootsy Collins, Django Reinhardt, Parliament Funkadelic, Michael Schenker, Ulrich Roth, Eddie Hazel, Randy Rhoads, John L, Dimebag Darrell, Larry LaLonde, Mike Patton, James Cutri, Louis Johnson, Jimi Hendrix, Jennifer Batten, The Residents, Eddie Van Halen et Angus Young ainsi que les nombreux artistes avec lesquels il a collaboré durant sa carrière. Au-delà de ses influences musicales, Buckethead cite un certain nombre d'influence non musicales telles que le joueur de basketball Michael Jordan, George Gervin, Blake Griffin et LeBron James - ayant d'ailleurs pour certains d'entre eux une musique dédiée - Bruce Lee et de nombreuses sciences fictions et séries d'horreur incluant Giant Robot.

## Matériel utilisé
Buckethead utilise plusieurs guitares, effets et amplificateurs[réf. nécessaire] :

### Guitares
- Gibson Les Paul d'origine.
- Gibson Les Paul (1959) profondément modifiée, accastillage blanc, micros DiMarzio high distortion covered.
- Gibson Les Paul Custom (1969) profondément modifiée, accastillage blanc, Killswitch, micros DiMarzio high distortion open coil.
- Gibson Les Paul (2009) Buckethead Signature Model.
- Gibson SG.
- Gibson SST.
- Gibson Chet Atkins.
- Jackson Buckethead Signature Roundhorn V.
- Jackson Y2KV - restauration Coopwood, tête miroir, corp et manche augmentés.
- Jackson Y2KV - KFC similaire à la Jackson Y2KV Coopwood ci-dessus, mais avec des rayures rouges KFC, micros Di Marzio X2N, Killswitch et un trémolo Floyd Rose d'origine.
- Jackson Custom Doubleneck - un manche de guitare et un manche de guitare basse, fabriquée spécialement pour Buckethead.
- ESP MII custom - utilisée lors d'un concert à Wetlands, puis hors d'usage, comme on peut le voir dans l'un de ses clips.
- Heartfield Talon Modell avec micros DiMarzio X2N de couleur rose
- Fender Telecaster.
- Steinberger GS Kaiser's Gift.
- Ibanez X Series Rocket Roll II de 1983, trémolo Floyd Rose qu'il utilisait avec Praxis.
- Ibanez X-Series Flying V.
- Takamine acoustique.
- Yamaha AES 920.

### Amplificateurs
- Mesa Boogie Triple Rectifier head
- Mesa Stiletto Trident head
- ENGL Powerball head
- Marshall JVM410H head
- Bogner Uberschall head
- Peavey 5150 head sur un Marshall 1960 Slant 4x12 Box
- EVH 5150 III 50 watt head
- Matt Wells 17½-watt head connecté à un cab 4x12 Harry Kolbe
- Peavey Renown
- Diezel Herbert
- VHT Pittbull 50 watt head

### Effets et multi-effets
- DigiTech Whammy II
- Digitech Whammy IV
- Dunlop Cry Baby 535q
- BOSS TU-2 tuner chromatique
- BOSS NS-2 Noise Suppressor
- BOSS RC-20 Loop Station
- BOSS OS-2 Overdrive/Distortion
- BOSS DD-3
- Roger Mayer Octavia
- DOD Electronics FX-25B Envelope filter
- Alesis MidiVerb II
- Roland SE-50 Multi-effector
- Zoom Multi-effector
- AnalogMan BicompROSSor
- MXR EVH phase 90
- MXR Phase 100
- Line 6 FM4 Filter Modeler Effects Pedal
- Electro-Harmonix Micro Synthesizer
- Electro-Harmonix Big Muff Pi Distortion/Sustainer
- Snarling Dogs Mold Spore Wah Pedal
- SuperChonder Line District

## Discographie

### Buckethead

#### Albums
- 1992 : Bucketheadland
- 1994 : Giant Robot
- 1996 : Day of the Robot
- 1998 : Colma
- 1999 : Monsters and Robots
- 2001 : Somewhere Over the Slaughterhouse
- 2002 : Funnel Weaver
- 2002 : Bermuda Triangle
- 2002 : Electric Tears
- 2003 : Bucketheadland 2
- 2004 : Island of Lost Minds
- 2004 : Population Override
- 2004 : The Cuckoo Clocks of Hell
- 2005 : Enter the Chicken
- 2005 : Kaleidoscalp
- 2005 : Inbred Mountain
- 2006 : The Elephant Man's Alarm Clock
- 2006 : Crime Slunk Scene
- 2007 : Pepper's Ghost
- 2007 : Decoding the Tomb of Bansheebot
- 2007 : Cyborg Slunks
- 2008 : Albino Slug
- 2009 : Slaughterhouse on the Prairie
- 2009 : A Real Diamond in the Rough
- 2009 : Forensic Follies
- 2009 : Needle in a Slunk Stack
- 2010 : Shadows Between the Sky
- 2010 : Spinal Clock
- 2010 : Captain Eo's Voyage
- 2012 : Electric Sea
- 2019 : Sigil Soundtrack

#### Série «Buckethead Pikes»
- 2010 : Pike 3 : 3 Foot Clearance
- 2011 : Pike 1 : It's Alive
- 2011 : Pike 2 : Empty Space
- 2011 : Pike 4 : Underground Chamber
- 2011 : Pike 5 : Look Up There
- 2012 : Pike 6 : Balloon Cement
- 2012 : Pike 7 : The Shores of Molokai
- 2012 : Pike 8 : Racks
- 2012 : Pike 9 : March of the Slunks
- 2012 : Pike 10 : The Silent Picture Book
- 2013 : Pike 11 : Forgotten Library
- 2013 : Pike 12 : Propellar
- 2013 : Pike 13
- 2013 : Pike 14 : The Mark of Davis
- 2013 : Pike 15
- 2013 : Pike 16 : The Boling Pond
- 2013 : Pike 17 : The Spirit Winds
- 2013 : Pike 18
- 2013 : Pike 19 : Teeter Slaughter
- 2013 : Pike 20 : Thaw
- 2013 : Pike 21 : Spiral Trackway
- 2013 : Pike 22 : Sphere Facade
- 2013 : Pike 23 : Telescape
- 2013 : Pike 24 : Slug Cartilage
- 2013 : Pike 25 : Pancake Heater
- 2013 : Pike 26 : Worms for the Garden
- 2013 : Pike 27 : Halls of Dimension
- 2013 : Pike 28 : Feathers
- 2013 : Pike 29 : Splatters
- 2013 : Pike 30 : Mannequin Cemetery
- 2013 : Pike 31 : Pearson's Square
- 2013 : Pike 32 : Rise of the Blue Lotus
- 2013 : Pike 33 : Pumpkin
- 2013 : Pike 34 : Pikes
- 2013 : Pike 35 : Thank You Ohlinger's
- 2013 : Pike 36 : The Pit
- 2013 : Pike 37 : Hollowed Out
- 2013 : Pike 38 : It Smells Like Frogs
- 2013 : Pike 39 : Twisterlend
- 2013 : Pike 40 : Coat of Charms
- 2013 : Pike 41 : Wishes
- 2014 : Pike 42 : Backwards Chimney
- 2014 : Pike 43
- 2014 : Pike 44 : You Can't Triple Stamp a Double Stamp
- 2014 : Pike 45 : The Coats of Claude
- 2014 : Pike 46 : Rainy Days
- 2014 : Pike 47 : Roller Coaster Track Repair
- 2014 : Pike 48 : Hide In The Pickling Jar
- 2014 : Pike 49 : Monument Valley
- 2014 : Pike 50 : Pitch Dark
- 2014 : Pike 51 : Claymation Courtyard
- 2014 : Pike 52 : Factory
- 2014 : Pike 53 : City of Ferris Wheels
- 2014 : Pike 54 : The Frankensteins Monsters Blinds
- 2014 : Pike 55 : The Miskatonic Scale
- 2014 : Pike 56 : Cycle
- 2014 : Pike 57 : Night Gallery
- 2014 : Pike 58 : Outpost
- 2014 : Pike 59 : Ydrapoej
- 2014 : Pike 60 : Footsteps
- 2014 : Pike 61 : Citacis
- 2014 : Pike 62 : Outlined for Citacis
- 2014 : Pike 63 : Grand Gallery
- 2014 : Pike 64 : Aquarium
- 2014 : Pike 65 : Hold Me Forever
- 2014 : Pike 66 : Leave the Light On
- 2014 : Pike 67 : Abandoned Slaughterhouse
- 2014 : Pike 68 : Assignment 033-03
- 2014 : Pike 69
- 2014 : Pike 70 : Snow Slug
- 2014 : Pike 71 : Celery
- 2014 : Pike 72 : Closed Attractions
- 2014 : Pike 73 : Final Bend of the Labyrinth
- 2014 : Pike 74 : Infinity Hill
- 2014 : Pike 75 : Twilight Constrictor
- 2014 : Pike 76
- 2014 : Pike 77 : Bumbyride Dreamlands
- 2014 : Pike 78
- 2014 : Pike 79 : Geppetos Trunk
- 2014 : Pike 80 : Cutout Animatronic
- 2014 : Pike 81 : Carnival of Cartilage
- 2014 : Pike 82 : Calamity Cabin
- 2014 : Pike 83 : Dreamless Slumber
- 2014 : Pike 84 : Whirlpool
- 2014 : Pike 85 : Walk in Loset
- 2014 : Pike 86 : Our Selves
- 2014 : Pike 87 : Interstellar Slunk
- 2014 : Pike 88 : Red Pepper Restaurant
- 2014 : Pike 89 : The Time Travelers Dream
- 2014 : Pike 90 : Listen for the Whisper
- 2014 : Pike 91
- 2014 : Pike 92 : The Splatterhorn
- 2014 : Pike 93 : Coaster Coat
- 2014 : Pike 94 : Magic Lantern
- 2014 : Pike 95 : Northern Lights
- 2014 : Pike 96 : Yarn
- 2014 : Pike 97 : Passageways
- 2014 : Pike 98 : Pilot
- 2014 : Pike 99 : Polar Trench
- 2014 : Pike 100 : The Mighty Microscope
- 2014 : Pike 101 : In the Hollow Hills
- 2015 : Pike 102 : Sideway Streets
- 2015 : Pike 103 : Squid Ink Lodge
- 2015 : Pike 104 : Project Little Man
- 2015 : Pike 105 : The Moltrail
- 2015 : Pike 106 : Forest of Bamboo
- 2015 : Pike 107 : Weird Glows Gleam
- 2015 : Pike 108 : Collect Itself
- 2015 : Pike 109 : The Left Panel
- 2015 : Pike 110 : Wall to Wall Cobwebs
- 2015 : Pike 111 : Night of the Snow Mole
- 2015 : Pike 112 : Creaky Doors and Creaky Floors
- 2015 : Pike 113 : Herbie Theatre
- 2015 : Pike 114 : Glow in the Dark
- 2015 : Pike 115 : Marble Monsters
- 2015 : Pike 116 : Infinity of the Spheres
- 2015 : Pike 117 : Vacuum
- 2015 : Pike 118 : Elevator
- 2015 : Pike 119 : Solar Sailcraft
- 2015 : Pike 120 : Louzenger
- 2015 : Pike 121 : Shaded Ray
- 2015 : Pike 122 : The Other Side of the Dark
- 2015 : Pike 123 : Scroll of Vegetable
- 2015 : Pike 124 : Rotten Candy Cane
- 2015 : Pike 125 : Along the River Bank
- 2015 : Pike 126 : Tourist
- 2015 : Pike 127 : Paint to the Tile
- 2015 : Pike 128 : Tucked Into Dreams
- 2015 : Pike 129 : Forever Lake
- 2015 : Pike 130 : Down in the Bayou Part Two
- 2015 : Pike 131 : Down the Bayou Part One
- 2015 : Pike 132 : Chamber of Drawers
- 2015 : Pike 133 : Embroidery
- 2015 : Pike 134 : Digging Under the Basement
- 2015 : Pike 135 : Haunted Roller Coaster Chair
- 2015 : Pike 136 : Firebolt
- 2015 : Pike 137 : Hideous Phantasm
- 2015 : Pike 138 : Giant Claw
- 2015 : Pike 139 : Observation
- 2015 : Pike 140 : Hats and Glasses
- 2015 : Pike 141 : Last Call for the E.P. Ripley
- 2015 : Pike 142 : Nautical Nightmares
- 2015 : Pike 143 : Blank Bot
- 2015 : Pike 144 : Scream Sundae
- 2015 : Pike 145 : Kareem's Footprint
- 2015 : Pike 146 : Carrotcature
- 2015 : Pike 147 : Popcorn Shells
- 2015 : Pike 148 : Invisable Forest
- 2015 : Pike 149 : Chickencoopscope
- 2015 : Pike 150 : Heaven is your Home (For my Father, Thomas Manley Carroll)
- 2015 : Pike 151 : Fog Gardens
- 2015 : Pike 152 : Carnival Cutouts
- 2015 : Pike 153 : Whisper Track
- 2015 : Pike 154 : The Cellar Yawns
- 2015 : Pike 155 : Ancient Lens
- 2015 : Pike 156 : Herbie Climbs a Tree
- 2015 : Pike 157 : Upside Down Skyway
- 2015 : Pike 158 : Twisted Branches
- 2015 : Pike 159 : Half Circle Bridge
- 2015 : Pike 160 : Land of Miniatures
- 2015 : Pike 161 : Bats in the Lite Brite
- 2015 : Pike 162 : Four Forms
- 2015 : Pike 163 : Blue Tide
- 2015 : Pike 164 : Ghoul
- 2015 : Pike 165 : Orange Tree
- 2015 : Pike 166 : Region
- 2015 : Pike 167 : Shapeless
- 2015 : Pike 168 : Ognarader
- 2015 : Pike 169 : The Windowsill
- 2015 : Pike 170 : Washed Away
- 2015 : Pike 171 : A Ghost Took My Homework
- 2015 : Pike 172 : Crest of the Hill
- 2015 : Pike 173 : The Blob
- 2015 : Pike 174 : Last House on Slunk Street
- 2015 : Pike 175 : Quilted
- 2015 : Pike 176 : 31 Days Til Halloween: Visitor From The Mirror
- 2015 : Pike 177 : 30 Days Til Halloween: Swollen Glasses
- 2015 : Pike 178 : 29 Days Til Halloween: Blurmwood
- 2015 : Pike 179 : 28 Days Til Halloween: The Insides of the Outsides
- 2015 : Pike 180 : 27 Days Til Halloween: Cavern Guide
- 2015 : Pike 181 : 26 Days Til Halloween: Bogwitch
- 2015 : Pike 182 : 25 Days Til Halloween: Window Fragment
- 2015 : Pike 183 : 24 Days Til Halloween: Screaming Scalp
- 2015 : Pike 184 : 23 Days Til Halloween: Wax
- 2015 : Pike 185 : 22 Days Til Halloween: I Got This Costume From The Sears Catalog
- 2015 : Pike 186 : 21 Days Til Halloween: Cement Decay
- 2015 : Pike 187 : 20 Days Til Halloween: Forgotten Experiment
- 2015 : Pike 188 : 19 Days Til Halloween: Light in Window
- 2015 : Pike 189 : 18 Days Til Halloween: Blue Squared
- 2015 : Pike 190 : 17 Days Til Halloween: 1079
- 2015 : Pike 191 : 16 Days Til Halloween: Cellar
- 2015 : Pike 192 : 15 Days Til Halloween: Grotesques
- 2015 : Pike 193 : 14 Days Til Halloween: Voice From The Dead Forest
- 2015 : Pike 194 : 13 Days Til Halloween: Maple Syrup
- 2015 : Pike 195 : 12 Days Til Halloween: Face Sling Shot
- 2015 : Pike 196 : 11 Days Til Halloween: Reflection
- 2015 : Pike 197 : 10 Days Til Halloween: Residue
- 2015 : Pike 198 : 9 Days Til Halloween: Eye on Spiral
- 2015 : Pike 199 : 8 Days Til Halloween: Flare Up
- 2015 : Pike 200 : 7 Days Til Halloween: Cavernous
- 2015 : Pike 201 : 6 Days Til Halloween: Underlair
- 2015 : Pike 202 : 5 Days Til Halloween: Scrapbook Front
- 2015 : Pike 203 : 4 Days Til Halloween: Silent Photo
- 2015 : Pike 204 : 3 Days Til Halloween: Crow Hedge
- 2015 : Pike 205 : 2 Days Til Halloween: Cold Frost
- 2015 : Pike 206 : Happy Halloween: Silver Shamrock
- 2015 : Pike 207 : 365 Days Til Halloween: Smash
- 2015 : Pike 208 : The Wishing Brook
- 2015 : Pike 209 : Rooms of Illusions
- 2015 : Pike 210 : Sunken Parlor
- 2015 : Pike 211 : Screen Door
- 2015 : Pike 212 : Hornet
- 2015 : Pike 213 : Crumple
- 2015 : Pike 214 : Trace Candle
- 2015 : Pike 215 : Teflecter
- 2015 : Pike 216 : Wheels of Ferris
- 2015 : Pike 217 : Pike Doors
- 2015 : Pike 218 : Old Toys
- 2015 : Pike 219 : Rain drops on Christmas
- 2016 : Pike 220 : Mirror Realms
- 2016 : Pike 221 : Cove Cloud
- 2016 : Pike 222 : Out of the Attic
- 2016 : Pike 223 : Dragging the Fence
- 2016 : Pike 224 : Buildor
- 2016 : Pike 225 : Florrmat
- 2016 : Pike 226 : Happy Birthday MJ 23
- 2016 : Pike 227 : Arcade of the Deserted
- 2016 : Pike 228 : The Creaking Stairs
- 2016 : Pike 229 : Cabs
- 2016 : Pike 230 : Rooftop
- 2016 : Pike 231 : Drift
- 2016 : Pike 232 : Lightboard
- 2016 : Pike 233 : 22222222
- 2016 : Pike 234 : Coupon
- 2016 : Pike 235 : Oneiric Pool
- 2016 : Pike 236 : Castle on Slunk Hill
- 2016 : Pike 237 : The Five Blocks
- 2016 : Pike 238 : Attic Garden
- 2016 : Pike 239 : The Mermaid Stairwell
- 2016 : Pike 240 : Chart
- 2016 : Pike 241 : Sparks in the Dark
- 2016 : Pike 242 : Hamdens Hollow
- 2016 : Pike 243 : Santa's Toy Workshop
- 2017 : Pike 244 : Out Orbit
- 2017 : Pike 245 : Space Viking
- 2017 : Pike 246 : Nettle
- 2017 : Pike 247 : Rivers In The Seas
- 2017 : Pike 248 : Adrift In Sleepwakefulness
- 2017 : Pike 249 : The Moss Lands
- 2017 : Pike 250 : 250
- 2017 : Pike 251 : Waterfall Cove
- 2017 : Pike 252 : Bozo in the Labyrinth
- 2017 : Pike 253 : Coop Erstown
- 2017 : Pike 254 : Woven Twigs
- 2017 : Pike 255 : Abominable Snow Scalp
- 2017 : Pike 256 : Meteor Firefly Net
- 2017 : Pike 257 : Blank Slate
- 2017 : Pike 258 : Echo
- 2017 : Pike 259 : Undersea Dead City
- 2017 : Pike 260 : Ferry to the Island of Lost Minds
- 2017 : Pike 261 : Portal to the Red Waterfall
- 2017 : Pike 262 : Nib Y Nool
- 2017 : Pike 263 : Glacier
- 2017 : Pike 264 : Poseidon
- 2017 : Pike 265 : Ride Operator Q Bozo
- 2017 : Pike 266 : Far
- 2017 : Pike 267 : Thoracic Spine Collapser
- 2017 : Pike 268 : Sonar Rainbow
- 2017 : Pike 269 : Decaying Parchment
- 2017 : Pike 270 : A3
- 2017 : Pike 271 : The Squaring of the Circle
- 2017 : Pike 272 : Coniunctio
- 2017 : Pike 273 : Guillotine Furnace
- 2018 : Pike 274 : Fourneau Cosmique
- 2018 : Pike 275 : Dreamthread
- 2020 : Pike 276 : Healing Inside Outside Every Side
- 2020 : Pike 277 : Division is the Devil's Playground
- 2020 : Pike 278 : Unexpected Journeys
- 2020 : Pike 279 : Skeleton Keys
- 2020 : Pike 280 : In Dreamland
- 2020 : Pike 281 : The Sea Remembers Its Own
- 2020 : Pike 282  : Toys R Us Tantrums
- 2020 : Pike 283 : Once Upon A Distant Plane
- 2020 : Pike 284 : Through The Looking Garden
- 2020 : Pike 285 : The Stone of Folly
- 2020 : Pike 286 : Nautical Twilight
- 2021 : Pike 287 : Electrum
- 2021 : Pike 288 : Liminal Monorail
- 2021 : Pike 289 : Pike 289
- 2021 : Pike 290 : Pike 290
- 2021 : Pike 291 : Fogray
- 2021 : Pike 292 : Galaxies
- 2021 : Pike 293 : Oven Mitts
- 2021 : Pike 294 : Warp Threads
- 2021 : Pike 295 : Pike 295
- 2021 : Pike 296 : Ghouls Of The Graves
- 2021 : Pike 297 : Fork
- 2021 : Pike 298 : Robes of Citrine
- 2021 : Pike 299 : Thought Pond
- 2021 : Pike 300 : Quarry
- 2021 : Pike 301 : The Chariot Of Saturn
- 2021 : Pike 302 : Cyborgs Robots & More
- 2022 : Pike 303 : Castle of Franken Berry
- 2022 : Pike 304 : Rainbow Tower
- 2022 : Pike 305 : Two Story Hourglass
- 2022 : Pike 306 : The Toy Cupboard
- 2022 : Pike 307 : Mercury Beak
- 2022 : Pike 308 : Theatre of the Disembodied
- 2022 : Pike 309 : Cosmic Oven
- 2022 : Pike 310 : In The Laboratory of Doctor Septimus Pretorius
- 2022 : Pike 311 : Furnace Follies
- 2022 : Pike 312 : Gary Fukamoto My Childhood Best Friend Thanks For All The Times We Played Together
- 2022 : Pike 313 : Vincent Price SHRUNKEN HEAD Apple Sculpture
- 2022 : Pike 314 : Rooster Coaster
- 2022 : Pike 315 : Arboretum
- 2022 : Pike 316  :Angel Wings
- 2022 : Pike 317 : Live Feathers
- 2022 : Pike 318 : March 19, 2020
- 2022 : Pike 319 : Dreams Remembered
- 2022 : Pike 320 : Dreams Remembered Version 2
- 2022 : Pike 321 : Warm Your Ancestors
- 2022 : Pike 322 : Doctor Lorca's Work

#### Éditions spéciales
- 2001 : KFC Skin Piles
- 2007 : Acoustic Shards
- 2007 : In Search of The (coffret de 13 CD)
- 2008 : From the Coop

#### Démos
- 1991 : Giant Robot
- 1991 : Bucketheadland Blueprints

### Death Cube K
- 1994 : Dreamatorium
- 1997 : Disembodied
- 1999 : Tunnel
- 2007 : DCK
- 2007 : Monolith
- 2009 : Torn from Black Space

## Vidéographie

### DVD
- 2005 : Secret Recipe
- 2006 : Young Buckethead Vol. 1
- 2006 : Young Buckethead Vol. 2

### Vidéoclips
- 1999 : The Ballad of Buckethead
- 2004 : Spokes for the Wheel of Torment
- 2005 : We Are One